# Statue-menhir de São Bartolomeu do Mar
La statue-menhir de São Bartolomeu do Mar (en portugais : menir de São Bartolomeu do Mar), appelée aussi menhir de Pedrão, est une statue-menhir située près de la municipalité d'Esposende, dans le district de Braga, dans la région Nord du Portugal.

## Historique
Bien que la pierre soit située à proximité de l'église de São Bartolomeu do Mar, à environ 1 km de la côte atlantique, elle n'a été identifiée que dans les années 1980.  En 2018, le site a fait l'objet d'une nouvelle étude archéologique et géologique.
Elle a été déclarée Imóvel de Interesse Público en 1992.

## Description
Le monolithe est dressé à environ 12 m d'altitude sur un sol sableux correspondant à une ancienne plage. Il est constitué d'un bloc de granite à deux micas (biotite et muscovite), avec des inclusions de tourmaline, dit granite de São Lourenço dont il existe des affleurements à 0,5 km à l'est et 1 km au nord.  Il mesure 2,15 m de hauteur. Sa section est trapézoïdale. Il est plus épais à la base (0,72 m de largeur) et s'affine vers l'extrémité supérieure, à hauteur des épaules (0,60 m de largeur). La face sud a été volontairement régularisée et plusieurs faces ont été polies, probablement à l'aide de galets de quartzite roulés puis gravées par percussion. Elle présente une allure anthropomorphe résultant de deux dégagements intentionnels latéraux dans la partie supérieure correspondant aux bras. La tête est assez bien dégagée mais elle a été brisée dans sa partie supérieure.
Sur la face sud, elle comporte quatre paires de grosses cupules dans la partie médiane du corps disposées le long de l'axe vertical. L'ensemble dessine une figure semi-rectangulaire, connue sous le nom de « figure », que l'on trouve sur d'autres statues-menhirs du Nord du Portugal et en Galice datées de l'Âge du bronze.
Les fouilles de 2018 ont permis de constater que la statue-menhir a été déplacée au cours du XXe siècle de quelques mètres, ce qui a été confirmé par des personnes âgées qui ont déclaré qu'à l'origine elle était située un peu plus à l'est (sous le pavé de la place actuelle).
Dans un rayon de 2 à 4 km, il existe plusieurs autres sites mégalithiques : le menhir de São Paio de Antas au nord-est, le mamoa de Rapido et l'anta de Portelagem à l'est.

## Folklore
La pierre fait l'objet de plusieurs croyances locales en lien avec la mer. Selon une tradition, si la pierre est déplacée la mer avancera et la pierre réapparaîtra au même endroit. Selon une autre tradition, la mer atteint la base de la pierre le jour de la Saint-Simon. Cette tradition pourrait être liée aux effets du tsunami intervenu dans le nord-ouest de la péninsule ibérique à la suite du tremblement de terre de 1755, qui s'est produit un 1er novembre, or selon les régions la Saint-Simon est fêtée entre le 28 octobre et le 2 novembre. Indirectement, cette tradition indiquerait que le menhir est situé à cet emplacement depuis au moins la fin du XVIIIe siècle.